# 刺松藻
刺松藻（學名：Codium fragile，常稱：green sea fingers、dead man's fingers、felty fingers、 forked felt-alga、stag seaweed、 sponge seaweed、 green sponge、 green fleece 和 oyster thief ）是松藻屬下的一種藻類。
因為形似手指，由常出現在退潮之後，所以常被成稱為dead man's fingers（死人指）。

## 亞種
刺松藻的亞種只能夠通過顯微鏡來識別：

### Codium fragilesubsp.atlanticum
據信Codium fragile subsp. atlanticum在1808年抵達愛爾蘭海岸，30年之後發現於是蘇格蘭。原產地可能是日本的太平洋沿岸。自出現在英國之後，該生物迅速擴張，20世紀中期出現在特威德河畔贝里克、法夫等地。不過在歐洲僅有挪威發現有其蹤跡。
東亞地區會將Codium fragile subsp. atlanticum 作為食物。

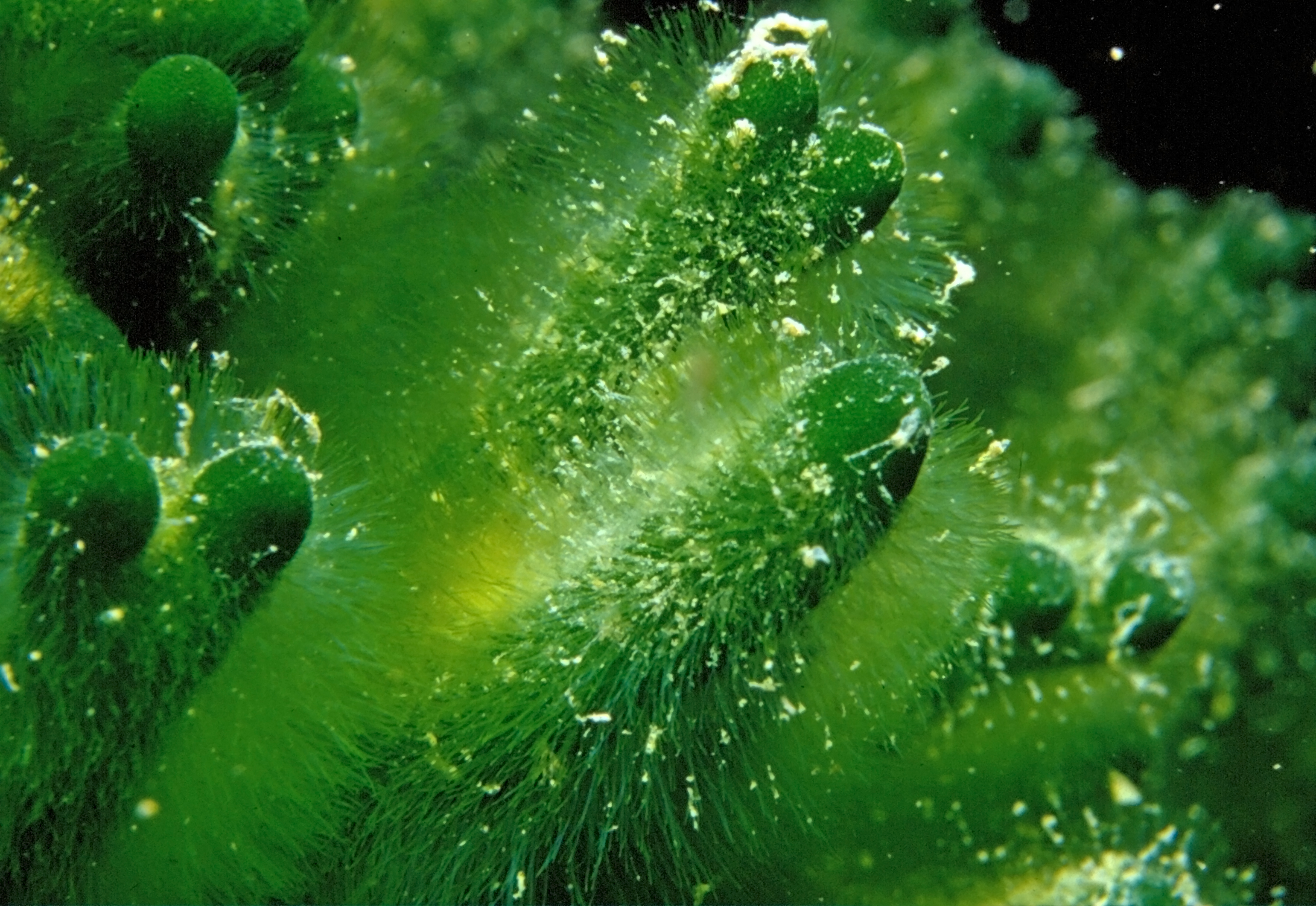
刺松藻

### Codium fragilesubsp.tomentosoides
Codium fragile subsp. tomentosoides（syn. Codium mucronatum var. tomentosoides）只發現於美國東海岸從聖羅倫斯灣到北加利福尼亞一帶，是一種入侵物種。  原產地也是日本，不過可能是從歐洲引入的。
很多地區刺松藻都是潮下線的統治物種，幾乎可以覆蓋所有堅實的物體表面。因為會粘在甲殼生物的身上漂流，因此也被稱為oyster thief。

### Codium fragilesubsp.scandinavicum
此亞種在1919年發現於丹麥。